# (270373) William
(270373) William est un astéroïde de la ceinture principale, de la famille de Hungaria.

## Description
(270373) William est un astéroïde de la ceinture principale, de la famille de Hungaria. Il présente une orbite caractérisée par un demi-grand axe de 1,99 UA, une excentricité de 0,08 et une inclinaison de 21,1° par rapport à l'écliptique.

## Compléments